# Severovská dynastie

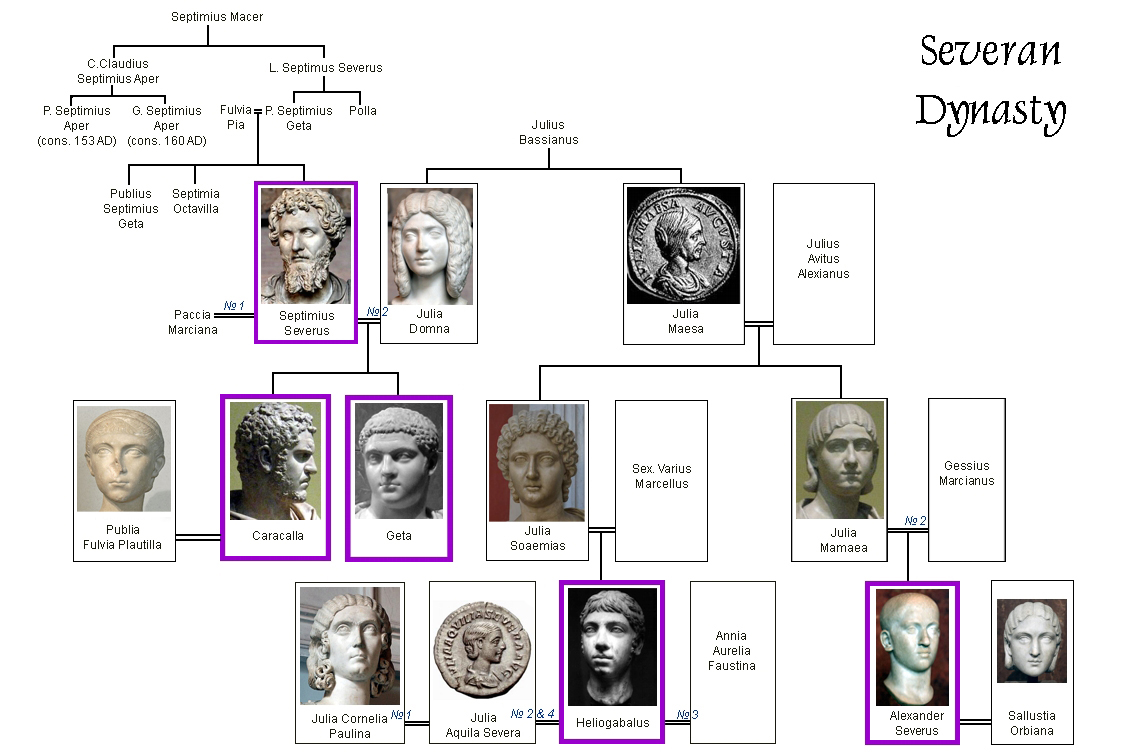
Severovská dynastie

Severovská dynastie či Severovci byla římská císařská dynastie, kterou založil panonský místodržitel Septimius Severus v roce 193. Její příslušníci vládli – s ročním přerušením v letech 217–218 – až do roku 235, kdy byl zavražděn poslední příbuzný zakladatele, Alexander Severus, na vojenské výpravě proti Germánům.
Epocha Severovců je dobou hlubokých vnitropolitických proměn, především v oblasti vojenství (posílení role armády), správy (vzestup nižšího stavu jezdců na úkor senátorů) a stylu vlády (utužení panovnické moci). Vyznačuje se i změnami v římském sousedství, u potenciálních protivníků impéria. Na západě se germánské kmeny sdružily do větších a silnějších celků, tzv. kmenových svazů, na východě pak oslabenou parthskou dynastii Arsakovců vystřídali výbojní Sásánovci. Nestabilní závěr severovského vládnutí připravil půdu pro dosud největší krizi v římských dějinách, krizi 3. století, trvající pět desetiletí.

## Počátky dynastie
Septimius Severus se dostal k moci vítězstvím ve dvou občanských válkách, probíhajících v letech 193–197. Protože to byla armáda, která mu vzestup umožnila, viděl v ní zákonitě svou hlavní oporu a začal s jejím výrazným protežováním, jež bylo charakteristické pro celou severovskou éru. Tradiční druhá mocenská složka v Římě – senát – stála v opozici vůči novému panovníkovi a mnoho jejích členů bylo diskriminováno, většinou za stranění Severovým rivalům.
Nově nastolená stabilita (Severus se pokusil i o ofenzivní postup vůči nepřátelům za hranicemi) byla v posledních letech zakladatelovy vlády narušována hašteřivostí uvnitř dynastie, především mezi mladými syny císaře, Caracallou a Getou. Ideologicky se Severus snažil navázat na dědictví adoptivních císařů, jmenovitě Marka Aurelia, za jehož syna se prohlásil. Jeho tvrdý a energický styl vládnutí byl populární hlavně u nižších vrstev římské společnosti a zčásti i u provinciálů.
Z hospodářského hlediska zažívaly některé provincie období rozkvětu (např. severní Afrika), přesto však nastalo ponenáhlé zhoršování měny, způsobené výdaji na armádu a rozbujelou státní administrativu.

## Vláda Caracallova
Po smrti Septimia Severa (211) převzali moc bez potíží jeho dva synové, Caracalla a Geta. Oba byli léta znesvářeni a napětí mezi nimi rychle vzalo podobu boje "kdo s koho" – až nakonec Caracalla Getu zavraždil. Následná vláda Caracallova v řadě ohledů dále posílila císařskou autokracii i vojenský charakter režimu; opozice byla mocensky eliminována. Z fiskálních důvodů udělil císař římské občanství prakticky všem svobodným obyvatelům říše (Constitutio Antoniniana), což spolu s podporou nižších stavů umožnilo společenský vzestup dalším skupinám populace.
V hospodářské oblasti došlo k dalšímu zatížení státních financí (zvýšení žoldu vojákům) a bylo nutné provést částečnou měnovou reformu (zavedení stříbrných antoniniánů). Vůči "zahraničí" dosáhl Caracalla několika přechodných úspěchů (boje s Alamany na západě, tlak na parthskou říši).

## Macrinova mezihra
Caracallovo zavraždění (217) vyneslo na římský trůn prefekta pretoriánů Marka Opellia Macrina, prvního císaře z jezdeckého stavu a zároveň muže, který nebyl se Severovci nijak spřízněn. Macrinovi se během zhruba roční vlády nepodařilo přesvědčit část veřejnosti ani o svých vojenských schopnostech, ani o účinnosti své fiskální politiky. Na jaře 218 proto vypuklo na východě říše povstání legií, jež vyústilo v Macrinovo zavraždění a proklamování Varia Avita Bassiana, prasynovce Severovy manželky, za císaře. Oficiálně byl Bassianus vydáván za Caracallova syna, neboť jeho příbuzenství s rodem zakladatele bylo jen vzdálené.

## Pozdní Severovci
Bassianus převzal jako císař jméno Marcus Aurelius Antoninus, do dějin však vstoupil pod přezdívkou Heliogabalus, podle boha Elá-gabála, jehož byl vyznavačem. Přes počáteční příznivé přijetí se za něj se zvýšilo politické napětí v centru, vyvolané zejména necitlivým zaváděním východních obyčejů a náboženských zvyklostí. Armáda Heliogabala dlouho podporovala (což souviselo s popularitou Caracally, jeho oficiálního otce, mezi vojáky), ale nakonec ani ona nemohla přehlížet některé excesy a postavila se na stranu jeho bratrance Alexandra Severa, který byl prohlášen císařem. Heliogabalus přišel během nepokojů o život (222).
Mladý Alexander stál po celou dobu své třináctileté vlády pod vlivem své matky a jeho politika dorozumění se senátem narážela na odpor v řadách armády, kde vypuklo několik revolt. Finanční situace říše nebyla příznivá ani její zahraničněpolitické vyhlídky. Obě války, které Alexander vedl (s perskými Sásánovci a Germány), vyzněly nejednoznačně – bylo patrné, že Římané se ocitli v defenzívě. Za těchto okolností neměla armáda zájem na dalším pokračování Alexandrovy vlády a povolala na trůn energického vojevůdce Maximina Thráka, prvního z dlouhé řady vojenských císařů. Alexander byl i s matkou zavražděn. Až do nástupu Diocletiana (284) nezažila římská říše delší období stability, všechny trendy patrné za Severovců se jen zvýraznily.

## Přehled severovských císařů
- Septimius Severus (193–211)
- Caracalla (198–217)
- Geta (209–211)
- Heliogabalus (218–222)
- Alexander Severus (222–235)